# Bachas
Bachas är en kommun i departementet Haute-Garonne i regionen Occitanien i södra Frankrike. Kommunen ligger i kantonen Aurignac som tillhör arrondissementet Saint-Gaudens. År 2022 hade Bachas 89 invånare.

## Befolkningsutveckling
Antalet invånare i kommunen Bachas
Referens:INSEE